# Oscar van Alphen
Cees Simoné Corneille Nieuwenhuijzen (Alphen aan den Rijn, 8 september 1923  - Amsterdam, 21 november 2010), beter bekend onder zijn pseudoniem Oscar van Alphen, was een Nederlands fotograaf. Hij was bekend als voorvechter van de kritische documentaire fotografie.

## Biografie
Van Alphen rondde een opleiding in de zeevaart af in 1946, onderbroken door de oorlog toen hij ondergedoken zat in West-Friesland. Hij was korte tijd werkzaam op de grote vaart, waarna hij een studie sociale geografie begon aan de Universiteit van Amsterdam. Deze studie moest hij in 1951 afbreken vanwege opgelopen tuberculose tijdens de oorlogsjaren. Hij raakte toen geïnteresseerd in de fotografie en publiceerde in 1958 zijn eerste boek: Kinderen in de grote stad.
Hij richtte zich voornamelijk op de kritische documentairefotografie. Hij maakte onder andere fotoseries over de Rote Armee Fraktion, de Berufsverbote in Duitsland en Palestijnen. Bekend is zijn boek en de bijbehorende tentoonstelling over Duitsland Het rijke onvermogen (1977).
In 1973 won hij een World Press Photo. In 1992 maakte hij het werk De slak op het grasveld, met teksten en citaten van Jean-Paul Sartre, Maarten 't Hart en Hugo Claus. In 1995 won hij voor zijn oeuvre de Capi-Lux Alblas Prijs.